# 青楓美術館
青楓美術館（せいふうびじゅつかん）は、山梨県笛吹市の旧一宮町にある市立美術館である。

## 概要
明治から昭和にかけて活動した京都市出身の画家津田青楓（1880年-1978年）の作品を専門とする美術館である。
津田青楓と親交のあった一宮町出身の歴史研究家、小池唯則が私財を投じて1974年（昭和49年）10月に開館した。数年後に小池唯則が亡くなり、1984年（昭和59年）9月に唯則の娘、節子より当時の一宮町に寄贈され、現在では合併新設された笛吹市に引き継がれ管理運営されている。

## 収蔵品
津田青楓は、洋画、日本画、デッサン、書など、幅広い作風を手がけ、同美術館は青楓の遺族、コレクターから寄贈された約700点(2022年現在)を収蔵しており、春と秋の年2回展示替えを行っている。館内は1階と2階に展示室があり、1階には代表作である「疾風怒涛」（1932年）が常時展示されており、他にも彫刻、工芸品、書簡、画具などが展示公開されている。

## 山梨で最古の美術館
山梨における最古の美術館は、甲州財閥のひとりで根津美術館にも携わった実業家河西豊太郎のコレクションを長男河西俊夫が公開した嘯月美術館である。
青楓美術館よりわずかに早い1974年10月の開館であった。しかし2022年現在、嘯月美術館の営業実態は確認できない。
そのため、現在も通年営業している美術館として青楓美術館が山梨県内で最古の美術館である。

## 存続の危機
2009年美術館を管理運営する笛吹市教育委員会により、入館者数の減少を理由に2011年3月をもって閉館する方針が打ち出されたが、これまで美術館を積極的にアピールすることなく入場者減を招いた市の対応に疑問をもった複数の関係者により、入館者増加に向けたさまざまな取り組みが行われた結果、入館者は増え、2010年11月、市教育委員会は方針を一転し存続することを決定した。 

## 新たな存続の危機
2022年9月笛吹市教育委員会は美術館建物の老朽化、バリアフリーへの対応、周辺道路が狭く大型バスによる侵入が困難という理由から、2025年度までに同市内の春日居郷土館・小川正子記念館へ収蔵品を移す計画を公表している。
統合を見据え、春日居郷土館では青楓美術館が所蔵する作品による作品展「津田青楓―前進の時代―」(2022年9月14日～12月18日)を開催した。しかし、青楓美術館とは異なり春日居郷土館は美術品に適した温度、湿度の管理はなされておらず、作品にとって良い展示状態ではなかった。
貸し出された作品のうち洋画3点については返却時に破損が確認されている。市文化財課によれば、この破損は担当者が作品を青楓美術館に返却するときに判明したもので、貸し出し時も同じ担当者が現状を確認していることから、貸し出し中におきた破損である。破損の状況は絵の具の一部がはがれて落ちていたというもので市文化財課は、破損が起きた原因については調査中としているが、作品の移動、展示環境に対策の必要があるとの認識を示している。
2023年6月統合に反対する組織「青楓美術館の現地存続を求める会」が地域住民らにより結成され、署名運動を開始した。
2024年3月6522名分の署名を笛吹市長に提出。統合計画は再検討とされ一時凍結された。

## 基本データ

### 所在地
- 山梨県笛吹市一宮町北野呂3-1

### 交通アクセス

#### 公共交通
- 中央本線甲府駅より路線バス勝沼行き、一宮北小学校前バス停下車、徒歩約7分
- 中央本線勝沼ぶどう郷駅または路線バス勝沼行き、一宮北小学校前バス停下車、徒歩約7分

#### 自動車
- 中央自動車道勝沼ICより約15分

## 周辺
- ぶどうの丘
- 宮光園
- メルシャンワイン資料館
- ぶどうの国文化館
- 旧田中銀行博物館
- 浅間神社
- 釈迦堂遺跡博物館